# Constantin Carathéodory
Constantin Carathéodory (in greco: Κωνσταντίνος Καραθεοδωρή; Berlino, 13 settembre 1873 – Monaco di Baviera, 2 febbraio 1950) è stato un matematico greco.
I suoi contributi principali sono nell'analisi matematica, più in particolare nel calcolo delle variazioni e nella teoria della misura.

## Biografia
Nasce a Berlino, dove il padre Stephanos in quegli anni lavora all'ambasciata dell'Impero ottomano in Germania, da genitori di origine fanariota, cresce prima a Costantinopoli e poi a Bruxelles, dove suo padre era ambasciatore dell'Impero ottomano in Belgio. La famiglia Carathéodory era un'importante famiglia di Constantinopoli e alcuni suoi membri avevano  occupato dei posti importanti nell'amministrazione statale ottomana: suo prozio Alexandros Carathéodory rappresentò l'Impero ottomano al Congresso di Berlino e fu Principe di Samo.
I suoi primi studi sono di ingegneria alla Scuola Militare Belga dal 1891 al 1895, ma già dai primi anni di educazione mostra grande interesse per la matematica. Dopo aver lavorato al servizio coloniale britannico in Egitto come ingegnere, nel 1900 si iscrive all'Università di Berlino, dove insegnavano anche gli illustri matematici Ferdinand Georg Frobenius e Hermann Schwarz.
Nel 1902 si trasferisce a Gottinga che si presentava come uno dei migliori istituti di ricerca all'inizio del XX secolo sotto l'egida del matematico David Hilbert. La sua tesi, intitolata Über die diskontinuierlichen Lösungen in der Variationsrechnung e riguardante il calcolo delle variazioni, viene discussa con Minkowski nel 1904; poco dopo viene ammesso come docente. Quattro anni dopo, dopo la morte del padre nel 1907, si trasferisce a Bonn, sotto invito di Study, e con lui collabora a vari problemi isoperimetrici.
Nel 1909 si sposa con Euphrosyne, che gli darà due bambini, Stephanos (1909) e Despina (1912). Sposando Euphrosyne Constantin segue una tradizione familiare che prevede il matrimonio interno alla famiglia (Euphrosyne è infatti sua zia). Dopo un anno a Bonn, Carathéodory viene nominato Professore di Matematica Avanzata all'Università di Hannover, diventando il successore di Stäckel. Nel 1910 si trasferisce ancora a Breslavia, dove rimane per due anni e mezzo prima di tornare a Gottinga nel 1913. I tempi della prima guerra mondiale sono duri, specie durante la carestia del 1917, ma lui non smette di lavorare e insegnare quando possibile.
Alla fine della guerra Carathéodory viene chiamato dall'Università di Berlino ma dopo solo un anno il governo greco gli chiede di sopraintendere alla creazione di una seconda università a Smirne. Nel frattempo, avendo bisogno di una posizione, viene nominato Professore di Geometria Analitica e Superiore all'Università di Atene. Nel 1922 i Turchi attaccano Smirne, ritardando la programmata inaugurazione. Fortunatamente Carathéodory riesce a salvare i libri della biblioteca, appena comprati da lui in giro per l'Europa.
Insegna ad Atene fino al 1924 quando viene chiamato all'Università di Monaco di Baviera a riempire il vuoto causato dal pensionamento di Lindemann. Nel 1928 visita gli Stati Uniti d'America in qualità di primo lecturer accademico straniero. L'anno successivo riceve un'offerta di una cattedra all'Università di Stanford, ma rimane a Monaco dopo aver avuto un sostanzioso aumento di stipendio.
All'arrivo del nazismo in Germania, la sua posizione nei confronti della borghesia acculturata diventa molto critica per l'assenza di opposizione al regime, che lui all'inizio guardava con presuntuoso sprezzo.
Si ritira dall'insegnamento nel 1938, ma continua comunque nel suo lavoro di coordinamento delle università greche, nel tentativo di uniformare accademicamente la Grecia con l'Europa, e dopo la seconda guerra mondiale nell'opera di normalizzazione delle attività scientifiche e di ricerca in Germania.